# Castell de Solsona
El Castell de Solsona és un antic castell de Solsona.

## Història
A l'edat mitjana els pobles es formaven a recer d'un monestir o d'un castell on hi trobaven refugi. Segons uns documents del segle x, l'església de Santa Maria i Sant Pere -lloc que avui ocupa la catedral de Solsona -adjunta al monestir, estava situada a sota -subtus- del castell de Solsona. Aquest primer castell de Solsona estava ubicat on ara hi ha la plaça del Camp, a la part antiga del convent de les monges de la Companyia de Maria i de l'Escola Arrels I. D'aquí li ve el nom al carrer Castell. Probablement era fet de tàpia -terra, fang i palla que es col·locava i s'assecava dins d'un motlle format per diverses posts o tapieres- com gairebé tots els castells de l'alta edat mitjana.
Es creu que aquest devia ser el que va reconstruir Guifré el Pilós durant la reconquesta del Solsonès, que es va encarregar de proveir de defenses el territori, ja que es tractava d'un lloc fronterer. Més endavant hi ha una altra referència històrica d'aquest castell en la qual es diu que Sunifred II, comte d'Urgell i tercer fill de Guifré el Pilós, el va reconstruir en pedra i calç. Borrell II el va convertir l'any 983 en una fortalesa. L'autoritat feudal de Solsona va ser compartida per dues institucions: els Senyors del castell, que van destacar el seu caràcter guerrer en temps de la reconquesta i els canonges agustinians del monestir de Santa Maria, els quals els van encomanar re-cristianitzar les terres de ponent reconquerides. Des de 990 fins al 1217 els senyors del castell de Solsona es deien Miró, i els seus successors van ser els Ecard i des del 1091, el Torroja.
L'any 1217 Agnès de Torroja es va casar amb els vescomte de Cardona i així va ser com el senyoriu de Solsona va passar a formar part del ducat de Cardona (veure l'arbre genealògic pg.179 Solsona i el Solsonès en la història de Catalunya. Volum 1 Antoni Llorens i Solé). El 1722 l'advocat solsoní Pau Alinyà va llegar els seus béns per construir un convent de monges que es dediquessin a l'ensenyament de les nenes. Els cònsols de la ciutat van cedir uns terrenys al costat de la muralla del Camp des del portal del Castell fins a les cases del carrer Llobera. El 23 de gener del 1740 es va posar la primera pedra i el 22 de juny del 1758 quatre monges de la Companyia de Maria-Lestonnac van arribar a Solsona per prendre possessió del convent i començar la seva tasca docent que ha continuat fins als nostres dies. Actualment és un dels edificis que acull l'Escola Arrels fruit de la fusió de la Companyia de Maria, l'Escola Parroquial Sagrat Cor i l'Escola de Formació Professional Castellvell.

## Descripció
Les muralles donaven la volta a tota la vila i tenien 16 metres d'alçada. Hi havia un camí de ronda amb 21 torres i 9 portals. Per dificultar l'accés de l'enemic a la vila hi havia el vall que era una excavació feta al voltant de les muralles i que actualment coneixem com a Vall Fred i Vall Calent. El que avui és el carrer de les Llices era el carrer dels jocs: curses de sacs i jocs de cucanya que encara avui a Solsona es fan per celebrar les festes dels carrers. Aquest carrer arribava a la plaça de la Camorra (on avui hi ha el teatre)on s'hi organitzaven justes i torneigs Arxivat 2017-04-01 a Wayback Machine.).